# Calcio (gemeente)
Calcio is een gemeente in de Italiaanse provincie Bergamo (regio Lombardije) en telt 4994 inwoners (31-12-2004). De oppervlakte bedraagt 15,7 km², de bevolkingsdichtheid is 320 inwoners per km².

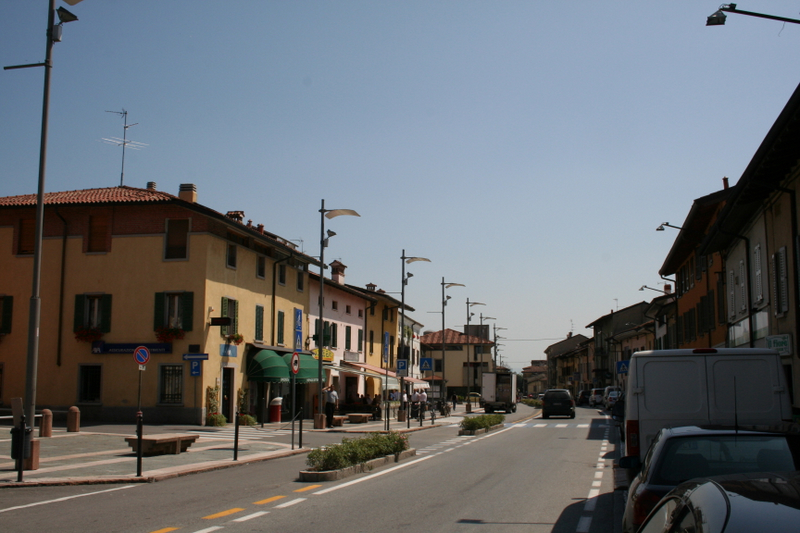
Hoofdstraat van Calcio
Parochiekerk van Calcio

## Demografie
Calcio telt ongeveer 1790 huishoudens. Het aantal inwoners steeg in de periode 1991-2001 met 0,5% volgens cijfers uit de tienjaarlijkse volkstellingen van ISTAT.
| Jaar | Inwoneraantal |
| ---- | ------------- |
| 1991 | 4773          |
| 2001 | 4799          |
| 2004 | 4994          |

## Geografie
De gemeente ligt op ongeveer 123 m boven zeeniveau.
Calcio grenst aan de volgende gemeenten: Antegnate, Cividate al Piano, Cortenuova, Covo, Fontanella, Pumenengo, Rudiano (BS), Urago d'Oglio (BS).